# تابوبيا صلبة
تابوبيا صلبة (الاسم العلمي:Tabebuia rigida) هي نوع من النباتات تتبع جنس التابوبيا من الفصيلة البنيونية.